# George Antheil
Georg Carl Johann Antheil (Trenton, 8 de julho de 1900 – Nova Iorque, 12 de fevereiro de 1959) foi um compositor, pianista, escritor e inventor dos Estados Unidos.

## Carreira
George cresceu numa família de imigrantes luteranos de Ludwigswinkel, Alemanha. Passou a maior parte de sua vida num ambiente pacífico ao norte de Trenton. A partir de 1916, passou a estudar piano com Constantine von Sternberg, e então com Ernest Bloch. Com este, recebeu instrução formal em composição. Em 1922, Antheil foi convidado por Martin H. Hanson a substituir Leo Ornstein, machucado, em uma turnê europeia tocando Chopin. Na mesma época, Sternberg apresentou Antheil a seu patrono pelas próximas duas décadas: Mary Louise Curtis Bok, fundador do Instituto Curtis de Música.
Em 1923, mudou-se para Paris, por influência do seu ídolo Stravinski. Por lá, acabou por se afastar do compositor russo, mas conheceu diversos colegas influentes, incluindo James Joyce e Ernest Hemingway.
De 1924, vem sua obra mais conhecida, o balé Ballet Mécanique. Estreando em Paris, em 1926, a composição foi originalmente concebida como um acompanhamento musical para o filme homônimo de Dudley Murphy e Fernand Léger.
Em 1925, casou-se com Boski Markus, uma húngara e sobrinha do dramaturgo austríaco Arthur Schnitzler, que se tornou sua companheira desde 1922, quando se conheceram em Berlim.
O compositor continuou em atividade até sofrer um ataque cardíaco fulminante, morrendo em Nova Iorque, aos 58 anos de idade.

## A invenção
Antheil e Hedy Lamarr (Hedwig Eva Maria Kiesler), famosa atriz de Hollywood nos anos de 1930 e 1940, inventaram o sistema que serviu de base para os celulares. Durante a Segunda Guerra Mundial, criaram um sofisticado aparelho de interferência em rádio para despistar radares nazistas e o patentearam em 1940.
A ideia surgiu em frente a um piano. Eles brincavam de dueto, ela repetindo em outra escala as notas que ele tocava, experimentando o controle dos instrumentos, inclusive com a música para o Ballet Mecanique, originalmente escrita para o filme abstrato de Fernand Léger, em 1924. Ou seja, duas pessoas podem conversar entre si mudando frequentemente o canal de comunicação. Basta que façam isso simultaneamente.
Juntos, submeteram a invenção ao Departamento de Guerra norte-americano, que o recusou, em junho de 1941. Em agosto de 1942, foi patenteado por Antheil e "Hedy Kiesler Markey". A versão inicial consistia na troca de 88 frequências e era feito para despistar radares, mas a ideia pareceu difícil de realizar na época.
A criação do aparelho de frequência de Lamarr e Antheil não foi concretizada até 1962, quando passou a ser utilizada por tropas militares dos EUA em Cuba. Posteriormente, serviu de base para a moderna tecnologia de comunicação, tal como COFDM, usada em conexões de Wi-Fi, e CDMA, para transmissão de telefonia celular.
Recebeu o EFF Pioneer Award de 1997.

## Para ouvir
- Art of the States: George Antheil Second Sonata for Violin (1923) and Dreams (1934–35)
- Piano Music Arquivado em julho 25, 2008, no Wayback Machine Fourth Sonata, Sonate Sauvage, Woman Sonata executada por Guy Livingston
- American Mavericks: Program 3 – Oh to Be Popular Três obras executadas pela San Francisco Symphony
- New Music Jukebox: George Antheil Três obras executadas pela American Composers Orchestra
- From Other Minds Antheil Plays Antheil
- Del Sol Quartet: George Antheil The Complete Works for String Quartet por Del Sol Quartet, Nova Jersey
- Giuseppe Galante – George Antheil: Sonata for Trumpet: I. Allegretto no YouTube, II. Dolce – espressivo no YouTube, III. Scherzo – Vivace no YouTube, IV: Allegretto no YouTube
- The Original American in Paris – text of a programme written for BBCr3 por Michael Maxwell Steer in 1988
- Antheil por Paul Lehrman
- George Antheil and a modern-day performance of Ballet Mécanique Wired
- Antheil and Futurpiano - LTM
- Antheil's life and works com curadoria de Les amis de George Antheil (Paris)
- Guy Livingston talks about the Ballet mécanique pela ConcertZender Radio, Utrecht
- Marcel Quillévéré broadcast in five episodes Vida, obra e contexto de George Antheil na Radio Suisse Romande (2015)
- Hearing Antheil's 'Lost Sonatas' Again Entrevista da NPR com o pianista e musicólogo Guy Livingston. 23 de maio de 2014
- Bad boy of music: the rise and fall of George Antheil ABC broadcast. February 24, 2015
- Audio (18:00) no YouTube, entrevista de George Antheil por Truman Fisher (KPPC-FM Radio; 1958)
- Interview with Benjamin Lees about George Antheil, 1970 Other Minds Archives

## Publicações selecionadas
- Death In the Dark, um romance policial editado e publicado por T. S. Eliot (1930)
- Every Man His Own Detective: A Study of Glandular Criminology, Nova York: Stackpole Sons (1937)
- "The Shape of the War to Come", a pamphlet (1940)
- Bad Boy of Music, Garden City, Nova York: Doubleday (1945; várias reimpressões e idiomas)
- Antheil, George (1953). «Glandbook for the questing male». In:  Birmingham, Frederic A. The girls from Esquire. Londres: Arthur Barker. pp. 287–299